# ウィリアム・ニール・レイノルズ
ウィリアム・ニール・レイノルズ（英語: William Neal Reynolds, 1863年3月22日 - 1951年9月10日）は、アメリカ合衆国の実業家である。兄R・J・レイノルズが設立したR・J・レイノルズ・タバコ・カンパニー(RJR)の2代目社長を務めた。

## 生涯

### 若年期
1863年3月22日にバージニア州パトリック郡で生まれた。
1881年にトリニティ・カレッジ（現在のデューク大学）に入学したが、在学中から兄が設立したたばこ工場でパートタイムで働いていた。

### キャリア
1888年に兄とパートナーシップ契約を結んだ。1890年にR・J・レイノルズ・タバコ・カンパニーが設立され、兄が社長に、ウィリアムは副社長に就任した。社内では、ウィリアムは「ウィルさん」(Mr. Will)と呼ばれていた。
1918年に兄が亡くなると、後継の社長に就任した。6年後の1924年、社長の職をボーマン・グレイに譲った。これにより、RJR社は同族経営から脱した。レイノルズはRJR社の初代会長に就任し、1931年には執行委員長となって、1941年までその地位にあった。

## 私生活

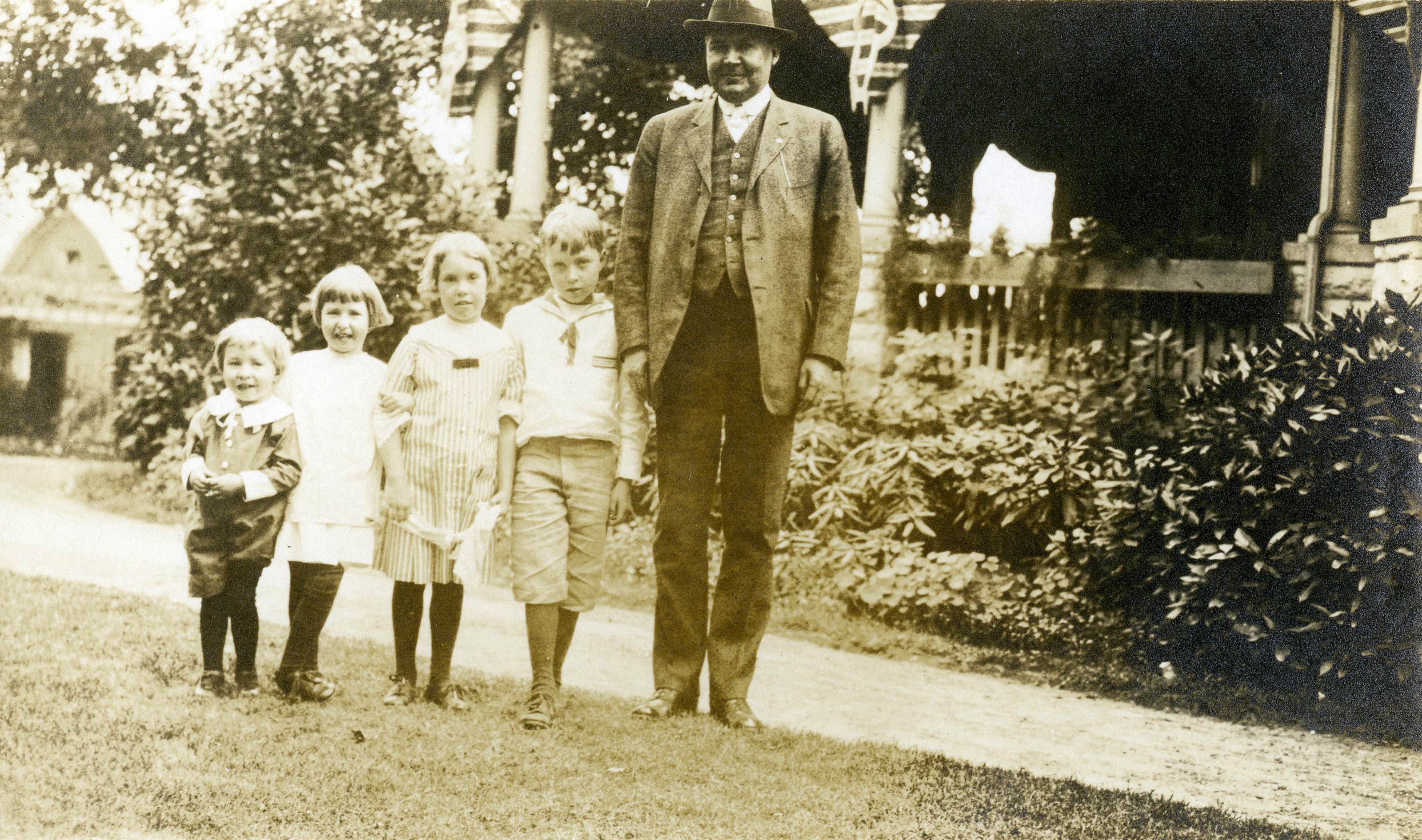
ウィリアム・ニール・レイノルズと兄の子供達。左からザッカリー（スミス）、ナンシー、メアリー、RJジュニア（ディック）、ウィリアム（1914年）

レイノルズは1889年にケイト・G・ビッティング(Kate G. Bitting)と結婚した。
兄のR・J・レイノルズが1918年に、その妻のキャサリンが1924年に亡くなり、遺された4人の子供はウィリアム夫妻が引き取って養育した。ウィリアムとケイトの間には自らの子供はいなかった。末っ子のザッカリー・スミス・レイノルズ（通称「スミス」）は、父親が亡くなった時点で7歳、母親が亡くなった時点で13歳だった。
スミスは1932年7月6日、実の両親が遺した家であるレイノルダハウスにおいて、銃で頭を撃たれて死亡した。その妻で、妊娠中だったブロードウェイ女優のリビー・ホルマンと、夫妻の親友で、リビーの恋人とも言われていたアルベール・ベイリー・ウォーカーが殺人罪で起訴された。この事件はマスコミがセンセーショナルに報道し、全米が注目した。ウィリアムは検事に接触して告訴を取り下げるように依頼した。検事は証拠不十分として告訴を取り下げ、この事件の裁判は行われなかった。

## 慈善活動
スミスの死後、ウィリアムとスミスの兄弟は、スミスの名前を冠したZ・スミス・レイノルズ財団を設立した。この財団は、100マイル以上離れたノースカロライナ州ウェイクフォレストからウェイクフォレスト大学を誘致して、レイノルダハウスの敷地内に新しいキャンパスを建設した。また、基金から大学の運営資金を毎年拠出している。
ウィリアムはウィンストン・セーラムにアフリカ系アメリカ人のための病院を建設し、妻の名前を冠してケイト・ビッティング・レイノルズ病院と命名した。また、ノースカロライナ州ストークス郡に母親の名前を冠したナンシー・レイノルズ学校を、バージニア州パトリック郡に父親の名前を冠したハーディン・レイノルズ学校を設立した。妻のケイトの名前を冠したケイト・B・レイノルズ信託を設立してRJR社の株式200万株を保有し、株式の配当をウィンストン・セーラムの貧困者の支援のために使っている。
レイノルズ家は、ノースカロライナ州立大学が1942年に競技場を新設する際に10万ドルを寄付した。1949年に開場したこの競技場は、レイノルズ・コロシアムと命名された。

## スポーツ
レイノルズはウィンストン・セーラム近郊のヤドキン川河畔のタングルウッドで1,117-エーカー (4.52 km2)の土地を購入して邸宅を建て、1921年に移り住んだ。レイノルズは繋駕速歩競走のためのスタンダードブレッドを保有し、タングルウッドの敷地内で育てた。1909-10年シーズンのレースでは、17レース中15レースでレイノルズの保有馬が勝利した。その他に、ケンタッキー州レキシントンやフロリダ州にも牧場を所有していた。レイノルズはアメリカ繋駕競走殿堂の創設に携わり、死後の1958年に殿堂入りした。
後にレイノルズは、タングルウッドをフォーサイス郡に寄贈し、タングルウッド公園として公開された。タングルウッドにはゴルフコースが3つあり、1974年の全米プロゴルフ選手権や1987年から2002年までのチャンピオンズツアーがここで行われた。他に、タングルウッドでは乗馬、サイクリング、水泳、ボート漕ぎなどが行える。
レイノルズはフォーサイス・カントリークラブの初代会長を務め、9ホールのゴルフコースを建設した。1921年には、著名なゴルフ場設計者のドナルド・ロスに18ホールのコースの設計を依頼した。1925年、ウィンストン・セーラムから1時間ほど離れた場所に、同じくロスの設計によるロアリング・ギャップ(Roaring Gap)というゴルフ場を開設した。